# Rishon LeZion
Rishon LeZion, (en hébreu : ראשון לציון, on lit : Richon Letsion), souvent abrégé en Rishon, est une ville de la bande côtière centrale d'Israël, dans le District centre, au sud de Tel Aviv, intégrée à l'aire métropolitaine de Tel Aviv (Gush Dan). Avec 251 719 habitants en 2018, il s'agit de la quatrième ville du pays. Son maire actuel est Raz Kinstlich (en).

## Histoire

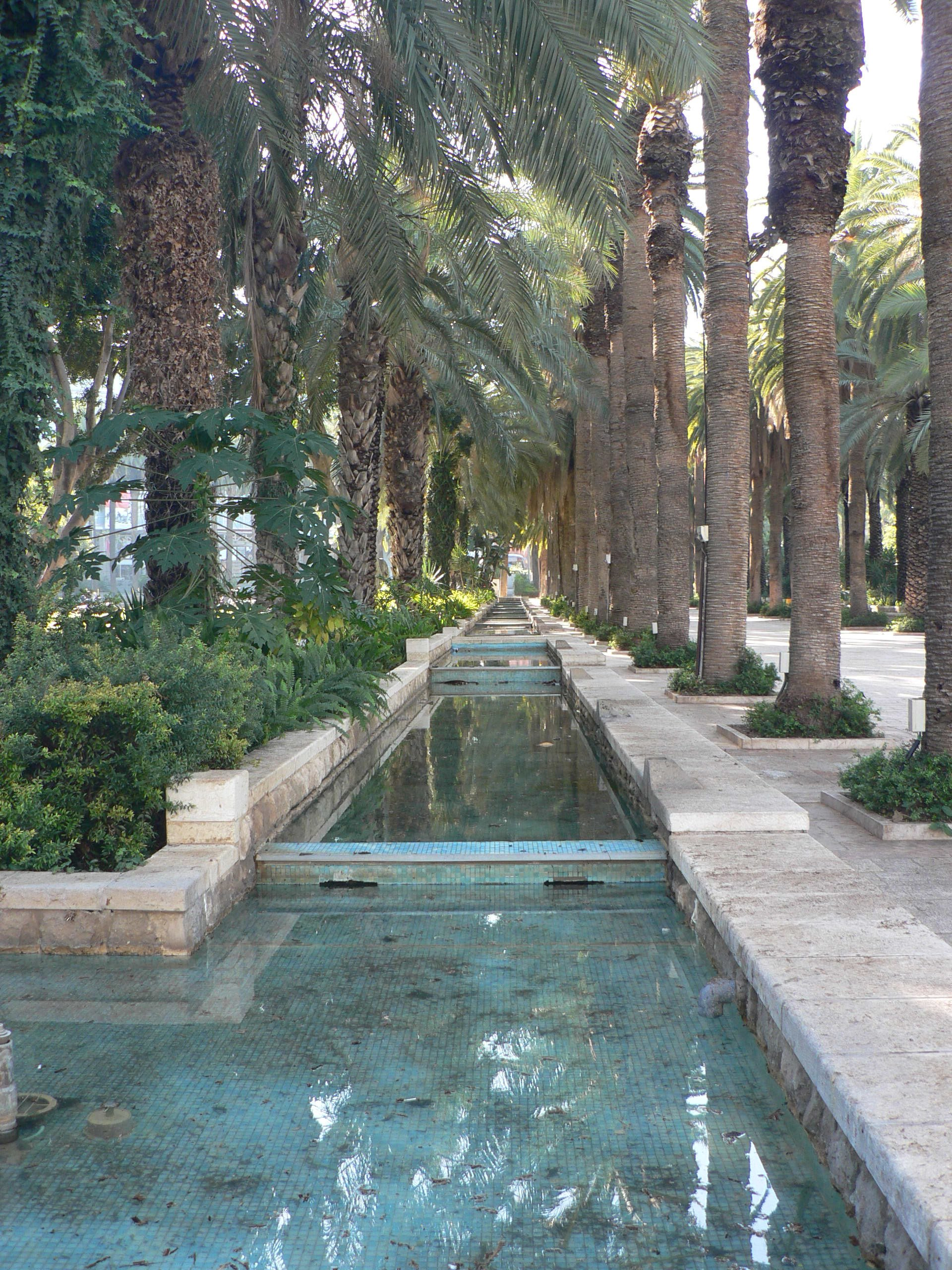
Le Gan Hamoshava (he) de Rishon LeZion.

La ville a été fondée le 31 juillet 1882 par 10 membres du groupe sioniste « Hovevei Zion » (les Amants de Sion) originaires de Kharkov (actuellement en Ukraine). Sous le commandement de Zalman David Levontin, ils achetèrent 3,4 km2 de terres au sud-est de l’actuelle Tel-Aviv, à proximité du village arabe d’Eyun Kara. Avec Petah Tikva, il s’agit de la première implantation sioniste en terre de Palestine. Ses fondateurs faisaient partie de la Première Aliyah.
Les nouveaux arrivants durent faire face à de nombreuses difficultés : terres sableuses, manque d’eau et inexpérience dans le domaine de l’agriculture. Ils vécurent ainsi dans la pauvreté. La nouvelle implantation a commencé à se développer après le creusement du Grand Puits et avec l’arrivée d’une nouvelle vague d’immigrants, les Bilouïm, membres d’un autre groupe sioniste le Bilou. Mais c’est surtout grâce au baron Edmond de Rothschild que la communauté s’est développée grâce à son agriculture : culture de citrons (« פרי הדר (Pri Adar) ») et, à partir de 1886, viticulture (« Carmel Winery »).
Rishon LeZion fait également figure de ville pionnière dans le domaine culturel. La première école hébraïque y fut fondée en 1886, et le premier jardin d’enfants hébraïque en 1899. En 1890, la communauté comptait 359 habitants. En 1900, sa population atteignait 526 habbitants.
Le nom de Rishon LeZion, que l’on peut traduire par « Premier vers Sion », est tiré d’un verset de la Bible :
« ראשון לציון הנה הינם, ולירושלים מבשר אתן » - « Moi, le premier, j'ai dit à Sion: "Les voici, les voici!" Et à Jérusalem j'ai envoyé un messager de bonnes nouvelles. »
(Isaïe, 41,27 traduction de la Bible du rabbinat français)

### Maires de Rishon
1. Dr Eliakum Ostashinski (en) (1950-1951)
2. Arie Sheftal (en) (1951)
3. Moshe Gavin  (1952-1955)
4. Gershon Man Mankov  (1955)
5. Hana Levin (he) (1955-1960)
6. Arie Sheftal (1960-1962)
7. Noam Laoner (he) (1962-1965)
8. Arie Sheftal (1965-1969)
9. Hananya Gibstein (he) (1969-1983)
10. Meir Nitzan (en) (1983-2008)
11. Dov Tzur (en) (2008-2018)
12. Raz Kinstlich (en) (2018-en cours)

## Rishon Le-Zion de nos jours
Rishon-LeZion est devenue la quatrième ville d'Israël (221 500 habitants en décembre 2006). Elle est réputée pour la qualité de son cadre de vie.

### Économie
Les principaux secteurs économiques de la ville sont la viticulture, la construction, les services et le commerce. Le cœur de ses grandes zones d'activités économiques bat aussi bien le jour que la nuit. En effet, en raison de l'absence d'habitations, ces zones accueillent de nombreux bars, boîtes de nuits et restaurants qui restent ouverts jusqu'aux premières lueurs du jour.
La ville est réputée pour ses nombreux centres commerciaux qui en font l'une des villes les plus commerçantes du pays. Quatre grands centres peuvent être cités : le Qanyon Rotschild (קניון רוטשילד) en centre-ville, le Qanyon ha Zahav (קניון הזהב = Centre commercial de l'Or) dans le quartier nouveau de l'ouest, le Qanyon Shaar Rishon (קניון שער ראשון = Centre commercial de la Première Porte) et le Qanyon ha Ber (קניון הבאר = Centre commercial du Puits) également à l'ouest de la ville.

### Culture

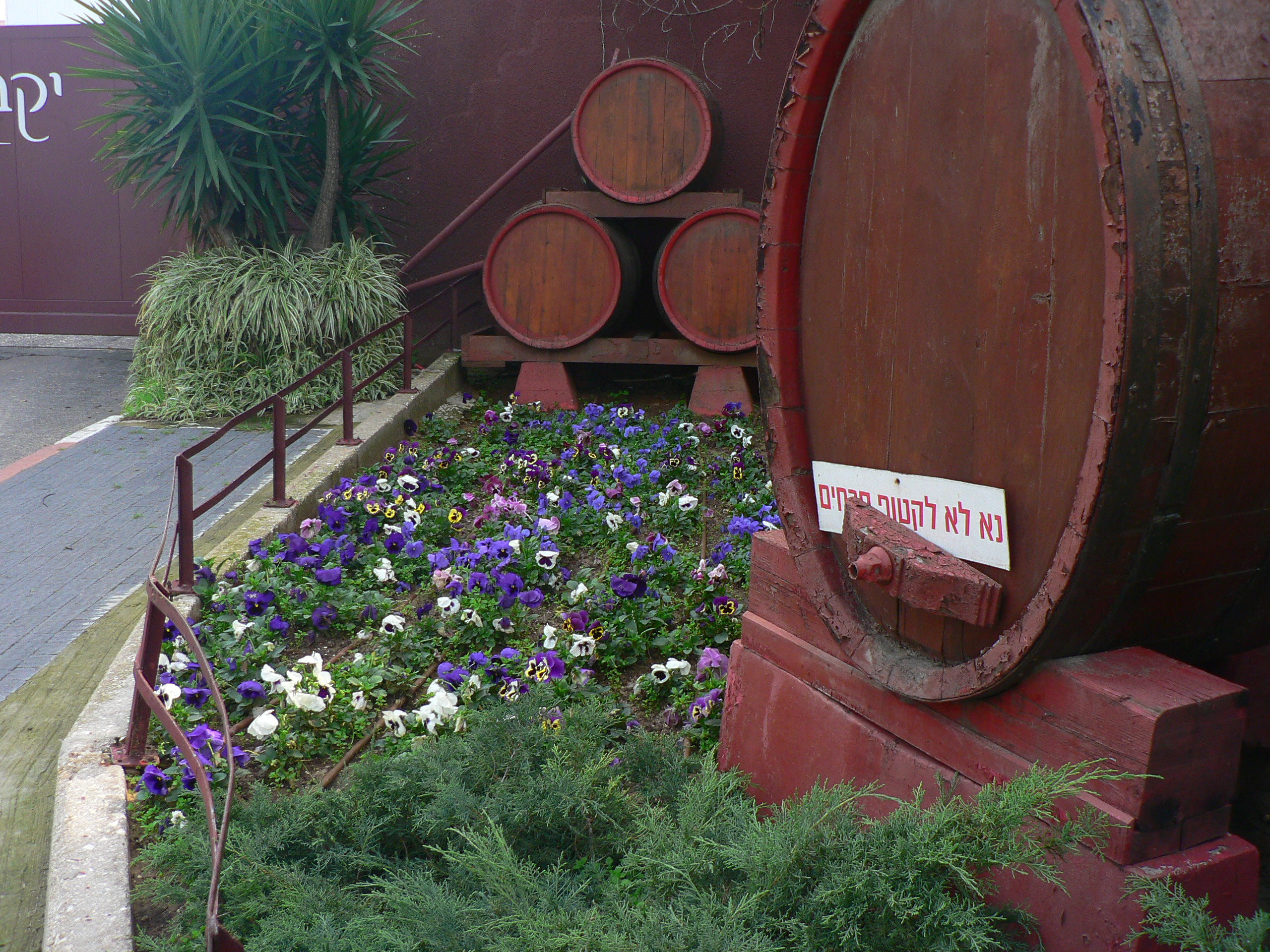
Entrée du pressoir de Rishon LeZion.

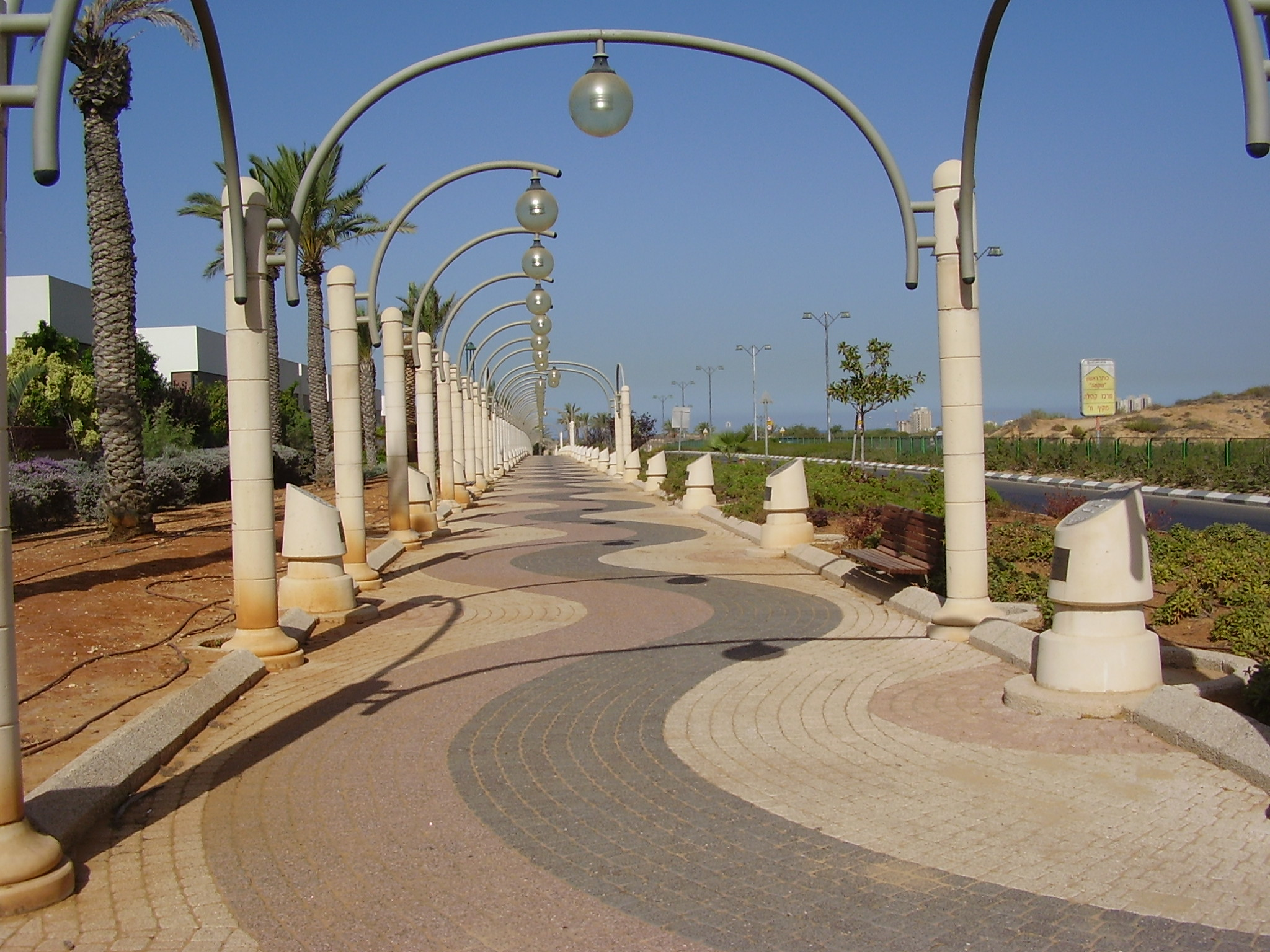
Promenade (Tayelet Hatnei Pras Nobel) avec cénotaphes des lauréats du prix Nobel juifs à Rishon LeZion.

Chaque année, la ville accueille le Festival du Vin, un évènement culturel unique en Israël. Rishon est également réputée pour le Parc Amfi (qui a déjà accueilli des artistes internationaux comme Sting, Metallica, Alanis Morissette et bien d'autres), un zoo, un parc d'attractions (Superland), et sa belle promenade du bord de mer.
Heichal Ha-Tarbut (le Hall de la Culture) est un grand centre culturel réputé pour ses concerts, son théâtre et autres évènements culturels. 
La ville compte aussi un orchestre symphonique dont le directeur musical est le chef Mendi Rodan.
En l'honneur des lauréats du prix Nobel juifs une promenade (Tayelet Hatnei Pras Nobel) a été construit avec cénotaphes des lauréats à Rishon LeZion.

### Jumelages
La ville est jumelée avec :
- Brașov (Roumanie) depuis 1996[2]
- Debrecen (Hongrie)[3]
- Gondar (Éthiopie)
- Heerenveen (Pays-Bas)
- Kharkiv (Ukraine) depuis 2008
- Lublin (Pologne)
- Lviv (Ukraine) depuis 1993
- Münster (Allemagne) depuis 1981
- Nîmes (France) depuis 1986[4]
- Prešov (Slovaquie) depuis le 23 avril 2009[5][source insuffisante]
- Saint-Pétersbourg (Russie) [réf. souhaitée]
- Teramo (Italie)
- Tianjin (Chine) depuis le 26 septembre 1994[6] (association amicale)
- Comté du Prince George (États-Unis)
- Comté d'Essex (États-Unis)